# Giocatori italiani in NBA
Qui di seguito la lista dei giocatori di pallacanestro italiani (o italianizzati nel corso della carriera e che hanno disputato almeno una partita per la Nazionale italiana o che hanno ottenuto la cittadinanza) che hanno giocato nella National Basketball Association.

## Giocatori più noti
Il primo italiano ad essere selezionato al Draft NBA è stato Dino Meneghin nel 1970 mentre il primo italiano a giocare una partita in NBA è stato Stefano Rusconi il 12 novembre 1995.
Andrea Bargnani è stato selezionato come 1ª scelta assoluta (prima volta per un europeo) nel 2006 e Marco Belinelli è stato il primo, e tuttora unico, ad aver vinto il campionato NBA con San Antonio Spurs, nel 2014; Belinelli è finora l'unico ad avere vinto anche un trofeo individuale: la gara dei tre punti  durante l'All-Star Game del 2014. 
Nicolò Melli ha firmato con New Orleans Pelicans nel 2019 e ha giocato anche per i Dallas Mavericks (2021) per poi tornare in Italia. Recentemente ha fatto una breve apparizione in NBA Luigi Datome (2015) mentre in passato, negli anni 90, hanno esordito Stefano Rusconi e Vincenzo Esposito.
Danilo Gallinari attualmente (2024) gioca per i Milwaukee Bucks ed è spesso riuscito a ritagliarsi ruoli da protagonista grazie al talento offensivo e all'abilità nei tiri da tre. 
Durante il Draft 2022 per la seconda volta un nazionale italiano è stato selezionato come 1ª scelta assoluta, dopo Bargnani anche Paolo Banchero, essendo stato la scelta dagli Orlando Magic, con alle spalle una brillante carriera in NCAA con Duke University. Nello stesso anno un altro cestista italiano è sbarcato in NBA, cioè Simone Fontecchio, che però non è passato dal Draft non essendo stato selezionato da nessuna squadra, nonostante ciò Il 17 luglio 2022 firma il suo primo contratto in NBA con gli Utah Jazz, che gli propongono un'offerta di 6,25 milioni di dollari per due anni.

## Giocatori

### Legenda
| * | Riferito a giocatori ancora attivi in NBA |

| Giocatore          | Giocatore | Carriera NBA | Carriera NBA         | Partite giocate | Partite giocate | Draft NBA | Draft NBA  | Draft NBA               | Note                                                    |
| Nome               | Pos.      | Squadre | Stagioni             | RS              | PO              | Anno      | Scelta     | Squadra                 | Note                                                    |
| ------------------ | --------- | --- | -------------------- | --------------- | --------------- | --------- | ---------- | ----------------------- | ------------------------------------------------------- |
| Alex Acker         | G         | - Detroit Pistons - Los Angeles Clippers | 2005-2006; 2008-2009 | 30              | —               | 2006      | 60ª        |                         | italo-americano                                         |
| Ryan Arcidiacono   | G         | - Chicago Bulls - New York Knicks - Portland Trail Blazers - Detroit Pistons | 2017-2024            | 207             | —               | —         | Non scelto | Non scelto              | italo-americano                                         |
| Andrea Bargnani    | A/C       | - Toronto Raptors - New York Knicks - Brooklyn Nets | 2006-2016            | 550             | 11              | 2006      | 1ª         | Toronto Raptors         | - NBA All-Rookie Team (2007)                            |
| Marco Belinelli    | G         | - Golden State Warriors - Toronto Raptors - New Orleans Hornets - Chicago Bulls - San Antonio Spurs - Sacramento Kings - Charlotte Hornets - Atlanta Hawks - Philadelphia 76ers - San Antonio Spurs | 2007-2020            | 803             | 65              | 2007      | 18ª        | Golden State Warriors   | - Campione NBA (2014) - NBA Three-point Shootout (2014) |
| Mike D'Antoni      | G         | - Kansas City–Omaha / Kansas City Kings - San Antonio Spurs | 1973–1976            | 130             | 4               | 1973      | 20ª        | Kansas City–Omaha Kings | italo-americano                                         |
| Luigi Datome       | A         | - Detroit Pistons - Boston Celtics | 2013-2015            | 55              | 3               | —         | Non scelto | Non scelto              | —                                                       |
| Travis Diener      | G         | - Orlando Magic - Indiana Pacers - Portland Trail Blazers | 2005-2010            | 179             | 2               | 2005      | 38ª        | Orlando Magic           | italo-americano                                         |
| Vincenzo Esposito  | G         | - Toronto Raptors | 1995-1996            | 30              | —               | —         | Non scelto | Non scelto              | —                                                       |
| Simone Fontecchio* | A         | - Utah Jazz - Detroit Pistons | 2022-                | 0               | —               | —         | Non scelto | Non scelto              | —                                                       |
| Danilo Gallinari*  | A         | - New York Knicks - Denver Nuggets - Los Angeles Clippers - Oklahoma City Thunder - Atlanta Hawks - San Antonio Spurs - Boston Celtics - Washington Wizards - Detroit Pistons - Milwaukee Bucks     | 2008-2024            | 728             | 48              | 2008      | 6ª         | New York Knicks         | —                                                       |
| Nico Mannion       | G         | - Golden State Warriors | 2020-2021            | 30              | —               | 2020      | 48ª        | Golden State Warriors   | italo-americano                                         |
| Nicolò Melli       | A         | - New Orleans Pelicans - Dallas Mavericks | 2019-2021            | 105             | 3               | —         | Non scelto | Non scelto              | —                                                       |
| Stefano Rusconi    | A/C       | - Phoenix Suns | 1995-1996            | 7               | —               | 1990      | 52ª        | Cleveland Cavaliers     | —                                                       |

## Giocatori franchigia per franchigia
| Franchigia          | N° Giocatori | Giocatori                                                                       |
| ------------------- | ------------ | ------------------------------------------------------------------------------- |
| Detroit Pistons     | 5            | Alex Acker, Luigi Datome, Danilo Gallinari, Simone Fontecchio, Ryan Arcidiacono |
| Boston Celtics      | 3            | Luigi Datome, Ryan Arcidiacono, Danilo Gallinari                                |
| Toronto Raptors     | 3            | Vincenzo Esposito, Andrea Bargnani, Marco Belinelli                             |
| Atlanta Hawks       | 2            | Marco Belinelli, Danilo Gallinari                                               |
| Chicago Bulls       | 2            | Marco Belinelli, Ryan Arcidiacono                                               |
| G.S. Warriors       | 2            | Marco Belinelli, Nico Mannion                                                   |
| L.A. Clippers       | 2            | Alex Acker, Danilo Gallinari                                                    |
| N.Y. Knicks         | 2            | Danilo Gallinari, Andrea Bargnani                                               |
| Orlando Magic       | 1            | Travis Diener,                                                                  |
| San Antonio Spurs   | 2            | Mike D'Antoni, Marco Belinelli                                                  |
| Portland T. Blazers | 2            | Travis Diener, Ryan Arcidiacono                                                 |
| Brooklyn Nets       | 1            | Andrea Bargnani                                                                 |
| Charlotte Hornets   | 1            | Marco Belinelli                                                                 |
| Dallas Mavericks    | 1            | Nicolò Melli                                                                    |
| Denver Nuggets      | 1            | Danilo Gallinari                                                                |
| Indiana Pacers      | 1            | Travis Diener                                                                   |
| K.C. Kings          | 1            | Mike D'Antoni                                                                   |
| N.O. Hornets        | 1            | Marco Belinelli                                                                 |
| N.O. Pelicans       | 1            | Nicolò Melli                                                                    |
| Oklahoma Thunder    | 1            | Danilo Gallinari                                                                |
| Philadelphia 76ers  | 1            | Marco Belinelli                                                                 |
| Phoenix Suns        | 1            | Stefano Rusconi                                                                 |
| Sacramento Kings    | 1            | Marco Belinelli                                                                 |
| Utah Jazz           | 1            | Simone Fontecchio                                                               |
| Wash. Wizards       | 1            | Danilo Gallinari                                                                |

## Altre scelte
I seguenti giocatori sono stati selezionati al Draft NBA senza, però, mai giocare.
| Giocatore           | Pos. | Anno | Scelta | Squadra                | Note        |
| ------------------- | ---- | ---- | ------ | ---------------------- | ----------- |
| Dino Meneghin       | C    | 1970 | 182ª   | Atlanta Hawks          | —           |
| Augusto Binelli     | C    | 1986 | 40ª    | Atlanta Hawks          | —           |
| Riccardo Morandotti | A    | 1987 | 136ª   | Atlanta Hawks          | —           |
| Alessandro Gentile  | G    | 2014 | 53ª    | Minnesota Timberwolves | in attività |
| Matteo Spagnolo     | G    | 2022 | 50ª    | Minnesota Timberwolves | in attività |
| Gabriele Procida    | G    | 2022 | 36ª    | Detroit Pistons        | in attività |